# Маурерберґ
Маурерберґ або Маурер Берґ (нім. Maurerberg) — гора в Ліхтенштейні, висотою — 1 378 м. Ця гора належить до гірського масиву Ретікон в Східних Альпах, поблизу австійсько-ліхтенштейнського пограниччя.
Гора розташована в північно-східній частині Ліхтенштейну. На північний схід від столиці країни — Вадуца, в її підніжжі розкинулася комуна-община Маурен та частково комуна-община Ешен і найближче її села Нендельн та Шанвальд.